# Ryan Sherlock
Ryan Sherlock (* 20. Januar 1982) ist ein irischer Mountainbike-, Cyclocross- und Straßenradrennfahrer.
Ryan Sherlock wurde 2009 jeweils Zweiter beim Bobby Crilly Classic und beim Cyclocrossrennen in Drumlanig Castle. Im nächsten Jahr belegte er bei der irischen Crossmeisterschaft den zweiten Platz hinter dem Sieger Joe McCall. Auf dem Mountainbike wurde er nationaler Meister im Marathon. Auf der Straße belegte er einen zweiten Etappenplatz beim Ras Mumhan. Im Jahr 2012 wurde er irischer Bergmeister.

## Erfolge
2010
- Irischer Meister – MTB-Marathon

2012
- Irischer Meister – Berg

## Teams
- 2011 Giant Kenda Cycling Team

- 2013 Polygon Sweet Nice